# Leifsbudir
Leifsbudir (oder Leifsbuðir) ist der Grönland-Saga zufolge der Name der Siedlung, die Leif Eriksson vermutlich im Jahre 1000 oder 1001 in Vinland gründete. Es wäre demnach die erste europäische Siedlung in Nordamerika.
Später sollen sich an der gleichen Stelle unter Thorfinn Karlsefnis Führung 160 Grænlendingar – darunter 16 Frauen – niedergelassen haben.
Die Normannen lebten im Einklang mit den einheimischen „Skraelingern“. Später kam es allerdings zu Konflikten und die Siedler mussten Leifsbudir aufgeben und nach Grönland zurückkehren.
Möglicherweise entspricht Leifsbudir dem heutigen L’Anse aux Meadows auf Neufundland, was gleich zusetzen wäre mit dem – Promontorium Winlandiae – auf der Skálholt-Karte.